# Химн на Испания
„Кралският марш“ (на испански: Marcha Real) е националният химн на Испания. Той е един от само четирите национални химна в света (заедно с тези на Босна и Херцеговина, Косово и Сан Марино), който няма официални текстове (въпреки че в миналото е имал текстове, но те вече не се използват). Основава се на музиката на песента „Гренадирският марш“ (La Marcha Granadera).

## История
През 1770 г. крал Карлос III приема La Marcha Granadera като официален химн, който започва да се изпълнява по време на всички официални церемонии. Тъй като той постоянно се изпълнява по време на събития, на които присъстват членове на кралското семейство, испанците започват да го смятат за свой национален химн и го наричат „Кралският марш“. По време на Втората република „El Himno de Riego“ (Римският химн) става национален химн вместо „Кралският марш“. Въпреки това, в края на Гражданската война Франсиско Франко възстановява „Кралският марш“ като национален химн. След като крал Хуан Карлос I идва на власт и Конституцията е приета през 1978 г., на маестро Франсиско Грау е възложено да създаде нов аранжимент на химна, който се използва и днес, а името „Марш на гренадирите“ е заменено с настоящото.
През октомври 1997 г. „La Marcha Real“ е одобрен за национален химн на страната.